# Fervidibacter
Fervidibacter es un género candidatus de bacterias termófilas recientemente propuesto, previamente conocido como OctSpa1-106. Se las ha encontrado exclusivamente en manantiales geotermales, abundando especialmente a temperaturas de 70 a 80 °C. El análisis de su genoma sugiere un metabolismo heterótrofo, incluyendo la capacidad de degradar la celulosa y otros polisacáridos. Estos organismos son aerobios facultativos con la capacidad de respirar óxidos de nitrógeno. Este tipo de metabolismo sugiere que este filo es uno de los más tempranos de bacterias.